# Rinaldo Orsini (cardinal)
Pour les articles homonymes, voir Rinaldo Orsini.
Rinaldo Orsini est un cardinal italien né à Rome, capitale des États pontificaux, et décédé le 6 juin 1374 à Avignon.

## Biographie

### Origines
Rinaldo Orsini nait à Rome à une date inconnue (au début du XVIe siècle. Il est issu d'une famille noble, la famille Orsini qui donna à l'Église catholique romaine un certain nombre de papes et de cardinaux : les papes Célestin III (1191-1198), Nicolas III (1277-1280) et Benoît XIII (1724-1730) et les cardinaux Matteo Orsini (1262), Latino Malabranca Orsini, O.P. (1278), Giordano Orsini (1278), Napoleone Orsini (1288), Francesco Napoleone Orsini (1295), Giovanni Gaetano Orsini (1316), Matteo Orsini, O.P., (1327), Giacomo Orsini (1371), Poncello Orsini (1378), Tommaso Orsini (1382/85), Giordano Orsini, iuniore (1405), Latino Orsini (1448), Cosma Orsini, O.S.B. (1480), Giovanni Battista Orsini (1483), Franciotto Orsini (1517), Flavio Orsini (1565), Alessandro Orsini (1615), Virginio Orsini, O.S.Io.Hieros. (1641) et Domenico Orsini d'Aragona (1743).

### Jeunesse et éducation
En 1348, il est nommé archidiacre de Liège. Puis, plus tard archidiacre de Pérouse et protonotaire apostolique.

### Cardinalat
Orsini est créé cardinal-diacre de Sant'Adriano par le pape Clément VI lors du consistoire du 17 décembre 1350. Il participe au conclave de 1352, lors duquel Innocent VI est élu. Abbé commendataire de Nonatola en 1358, il prend part au conclave de 1362 (élection d'Urbain V). Archiprêtre de l'antique basilique vaticane en 1366; il est chargé en 1369, en compagnie de trois autres cardinaux, de se rendre à Rome pour recevoir la profession de foi solennelle de l'empereur Jean V Paléologue en l'église Spirito Santo in Sassia. Nommé cardinal protodiacre, il prend part au conclave de 1370 (élection de Grégoire XI, qu'il couronne de la tiare pontificale. Le cardinal Orsini est nommé légat apostolique à Sienne en 1376.
Il meurt le 6 juin 1374 à Avignon et est Enterré dans l'église des Franciscains à Avignon ; ses restes sont par la suite transférés à Rome et enterrés dans la basilique Saint-Pierre.

## Armoiries
« Bandé d'argent et de gueules de six pièces, au chef d'argent chargé d'une rose de gueules, soutenu d'une devise d'or »